# Letinac
Letinac falu Horvátországban, Lika-Zengg megyében. Közigazgatásilag Brinjéhez tartozik.

## Fekvése
Zenggtől 45 km-re, községközpontjától 8 km-re keletre, a Lika északi részén, Velebit és a Kapela hegység között fekszik. Településrészei Biškupići, Bublići, Fumići, Gornja Plašćica, Krznarići, Lasići, Levari, Padani, Perkovići Letinački, Plašćica, Rajkovići Letinački és Vičići. A környező települések Lipice, Glibodol, Križpolje, Brinje, Drenov Klanac, Glavace és Dabar.

## Története
Területén már az őskorban éltek emberek. Ezt igazolják a közeli Siničić-barlangban talált eddig megfejtetlen, germán rúnákra hasonlító bevésett jelek, melyek az i. e. 9500 körül itt élt paleolit vadászoktól származnak. A jelek legvalószínűbb jelentése egy primitív naptár lehet. A barlangban cserépmaradványok is előkerültek.
A mai Szentlélek kápolna helyén egykor pálos kolostor állt. Letinac is 17. század közepén a török elől menekülőkkel betelepített falvak közé tartozik, melyet 1645-ben említenek először. Lakói a letelepítés fejében a török elleni harcokban katonai szolgálatot láttak el. A település a katonai határőrvidék részeként az otocsáni ezredhez tartozott. 1765-ben a brinjei és a jezeroi századot elválasztották az otocsáni ezredtől és az ogulini ezred parancsnoksága alá rendelték. Plébániáját 1807-ben alapították, mai plébániatemploma száz évvel később épült. 1857-ben 1708, 1910-ben 1343 lakosa volt. 1881-ben megszüntették a katonai határőrvidékeket és integrálták őket a polgári közigazgatásba. A trianoni békeszerződésig terjedő időszakban előbb Lika-Korbava vármegye Zenggi járásához, majd 1892-től a Brinjei járáshoz tartozott. Ezt követően előbb a Szerb–Horvát–Szlovén Királyság, majd Jugoszlávia része lett. Jugoszlávia felbomlása után 1991-ben a független Horvátország része lett. A templom 1991. november 6-án egy a közvetlen közelében történt erős robbanástól súlyosan megrongálódott. Ablakai kitörtek és megrongálódott a homlokzat is. 2011-ben a településnek 154 lakosa volt, akik főként mezőgazdasággal, állattartással foglalkoznak.

## Lakosság
| Lakosság változása | Lakosság változása | Lakosság változása | Lakosság változása | Lakosság változása | Lakosság változása | Lakosság változása | Lakosság változása | Lakosság változása | Lakosság változása | Lakosság változása | Lakosság változása | Lakosság változása | Lakosság változása | Lakosság változása | Lakosság változása |
| ------------------ | ------------------ | ------------------ | ------------------ | ------------------ | ------------------ | ------------------ | ------------------ | ------------------ | ------------------ | ------------------ | ------------------ | ------------------ | ------------------ | ------------------ | ------------------ |
| 1857               | 1869               | 1880               | 1890               | 1900               | 1910               | 1921               | 1931               | 1948               | 1953               | 1961               | 1971               | 1981               | 1991               | 2001               | 2011               |
| 1.708              | 921                | 1.039              | 1.143              | 1.314              | 1.343              | 1.163              | 1.196              | 1.169              | 936                | 756                | 657                | 454                | 394                | 222                | 154                |

## Nevezetességei
- Páduai Szent Antal tiszteletére szentelt plébániatemploma[4] a 20. század elején épült. Egyhajós, négyszögletes alaprajzú épület, a hajónál keskenyebb, sokszög záródású szentéllyel, a szentélytől északra csatlakozó sekrestyével és a főhomlokzat jobb oldalához épített harangtoronnyal. A templom faluban, az út melletti dombon található. A timpanonnal záruló portál a homlokzat középső tengelyében helyezkedik el, és kiemelkedik a homlokzat síkjából. Fent, a párkány szintjén körablak látható. A templomot kő és tégla kombinációjával építették 1907-ben, Vinko Rauscher építész tervei szerint késő historikus stílusában.
- A Szentlélek tiszteletére szentelt kápolnája.
- A Brinjéről Letinac felé menő út mellett található a Siničić-barlang. A barlang elsősorban régészeti leleteiről híres, melyeket 11500 évvel ezelőtt itt élt paleolit vadászok hagytak. A barlang falán máig megfejtetlen bekarcolt jelek láthatók. Az újabb kori látogatók is számos graffitit hagytak a falakon, ezek közül a legrégebbi 1860-ból való. Ők még csak 200 méterig jutottak. Az 1997-ben végzett feltárások során a barlangászok egy szifonon átjutva a főbejárattól 550 méter hosszúságban tárták fel. Jelenleg 756 méter a feltárt járatok hosszúsága. A barlangot 2005-ben a védendő kulturális értékek közé sorolták.